# Royal Calcutta Golf Club
Royal Calcutta Golf Club i Kolkata i Indien blev stiftet i 1829, og er dermed den næstældste golfklub i verden kun overgået af The Royal and Ancient Golf Club of St Andrews. Det er dermed også den ældste klub uden for Storbritannien.
| Sport | Spire Denne artikel om sport er en spire som bør udbygges. Du er velkommen til at hjælpe Wikipedia ved at udvide den. |

| Forening eller organisation | Spire Denne artikel om en forening eller organisation er en spire som bør udbygges. Du er velkommen til at hjælpe Wikipedia ved at udvide den. |

22°29′34″N 88°21′18″Ø / 22.49278°N 88.35500°Ø